# Полоса препятствий (фильм)
«Полоса препятствий» — советский художественный фильм, снятый в 1984 году режиссёром Михаилом Туманишвили.

## Сюжет
Художник Владимир (Володя) Межиров по окончании Суриковского училища был призван в армию. Там он приобрёл верных друзей. Поскольку срок его службы заканчивался раньше, он взял с ребят слово, что через год те приедут к нему в Москву, и он предоставит им приют и помощь в подготовке к экзаменам в институты. На «гражданке» Володя соблазняется предложением знакомого всего за год заработать большие деньги. Он устраивается в мастерскую «Склейка фарфора и фаянса», где реставрирует купленный за бесценок антиквариат, который потом втридорога перепродаётся коллекционерам. Попытки матери и невесты Межирова уговорить его порвать с «боссом» и заняться живописью успеха не имеют. Телеграмма о приезде армейских друзей становится неприятным известием для Володи. Он принимает трусливое решение не встречать приезжающих, ведь для них Межиров — художник, но воспоминания о днях службы, которые стали преследовать Володю, заставляют его в последний момент помчаться на вокзал.

## В ролях
- Олег Меньшиков — Владимир (Володя) Межиров
- Римма Коростелёва — Нина, невеста Межирова, художница
- Андрей Мягков — Виктор Корабельников
- Зиновий Гердт — Михаил Сергеевич
- Дмитрий Набатов — Серёга
- Анатолий Демидов — Толя
- Андрей Смоляков — Женя
- Лариса Данилина — Наталья Николаевна, мать Межирова
- Сергей Маковецкий — Лёха
- Вера Кузнецова — Ольга Ивановна
- Никита Семёнов-Прозоровский — Эдик
- Владимир Ильин — прапорщик роты
- Игорь Бочкин — Осадчий
- Римма Маркова — Елизавета Петрушина
- Ирина Азер — жена Корабельникова
- Серёжа Селезнёв — Кирилл